# Mediere
Medierea este o formă alternativă de rezolvare a disputelor între două sau mai multe părți ce doresc să ajungă la o înțelegere, cu ajutorul unei terțe persoane, specializate în calitate de mediator. Disputele pot implica (din punct de vedere al părților) state, organizații, comunității, indivizi.
Articolul alin. 1 și 2 din Legea 192/2006 reglementează medierea astfel: „Medierea reprezintă o modalitate facultativă de soluționare a conflictelor pe cale amiabilă, cu ajutorul unei terțe persoane specializate în calitate de mediator, în condiții de neutralitate, imparțialitate și confidentialitate.
Medierea se bazează pe încrederea pe care părțile o acordă mediatorului, ca persoană aptă să faciliteze negocierile dintre ele și să le sprijine pentru soluționarea conflictului, prin obținerea unei soluții reciproc convenabile, eficiente și durabile.”
Mediatorii utilizează tehnici specifice pentru a îmbunătăți dialogul dintre părțile implicate  ajutând la atingerea unei convenții (cu efecte concrete) în problema pusă în discuție. Firește, mediatorul trebuie să fie imparțial, iar discuțiile să fie păstrate de către acesta în condiții de confidențialitate.
Părțile implicate pot folosi mediatori în probleme comerciale, legale, diplomatice, de comunitate sau neînțelegeri de la locul de muncă sau familiale. Medierea este un proces informal și flexibil de soluționare a litigiilor. Rolul mediatorului este de a ghida părțile către propria decizie.

### Istoric al medierii
Activitatea de mediere a fost practicată din cele mai vechi timpuri. Istoricii situează apariția acesteia în perioada comerțului fenician. Practicile din Grecia Antică și din Roma Antică au adus un ințeles adecvat termenului de „mediere”. Romanii au folosit mai multe denumiri pentru persoanele care se ocupau de acest proces, precum: medium, interpolator, conciliator, interlocutor și în final, mediator.
În Evul Mediu, în unele țări practica de mediere a fost interzisă, iar în altele putea fi realizată doar de către autoritățile centrale. În anumite culturi, mediatorul era considerat o persoană sacră, ce merita un respect deosebit.

## Mediatorul

### Pregatirea unui mediator
Educația adecvată pentru un mediator a devenit o problemă complexă – datorată extinderii ariilor în care acesta este chemat pentru a rezolva disputele. Dezbaterea cuprinde atât studiile necesare unui mediator, dar și calitățile personale, care îl pot ajuta în rezolvarea problemelor.
Cerințele educaționale diferă de la țară la țară. În unele cazuri, aceste cerințe sunt expuse în legislație, astfel în România articolul 7 din Legea 192/2006 expune condițiile ce trebuie îndeplinite pentru a deveni mediator:
“Poate fi mediator persoană care îndeplinește următoarele condiții:
a) are capacitate deplină de exercițiu;
b) are studii superioare;
c) are o vechime în muncă de cel puțin 3 ani sau a absolvit un program postuniversitar de nivel master în domeniu, acreditat conform legii și avizat de Consiliul de Mediere;
d) este aptă, din punct de vedere medical, pentru exercitarea acestei activități;
e) se bucură de o bună reputație și nu a fost condamnată definitiv pentru săvârșirea unei infracțiuni intenționate, de natură să aducă atingere prestigiului profesiei;
f) a absolvit cursurile pentru formarea mediatorilor, în condițiile legii, cu excepția absolvenților de programe postuniversitare de nivel mașter în domeniu, acreditate conform legii și avizate de Consiliul de mediere;
g) a fost autorizată ca mediator, în condițiile prezentei legi.”
De asemenea, articolul 12 alin. 1 și 3 din Legea nr.192/2006 prezintă modul în care se poate ajunge la un mediator: “ Mediatorii autorizați sunt înscriși în Tabloul mediatorilor, întocmit de Consiliul de mediere și publicat în Monitorul Oficial al României, Partea I.
Consiliul de mediere are obligația să actualizeze periodic și cel puțin o dată pe an Tabloul mediatorilor și să îl pună la dispoziție celor interesați la sediul său, al instanțelor judecătorești, al autorităților administrației publice locale, precum și la sediul Ministerului Justiției și pe pagina de Internet a acestuia.”

### Reguli de comportament pentru mediatori
Aplicarea unor reguli de comportament în domeniul medierii a devenit o problemă datorată, în mare parte, numărului mare de practicieni în acest domeniu. Există tendința pentru unele societăți să își creeze propriul lor cod de comportament, care se aplică numai membrilor organizației.
Aspectele cele mai importante din codul de comportament al mediatorilor cuprind:
- angajamentul de informare a participanților din procesul de mediere;
- adoptarea unei poziții de neutralitate dată de părțile implicate, fără a rezulta conflicte de interese;
- tratarea problemei într-o manieră obiectivă;
- mediatorii nu ar trebui să ofere consultanță legală;
- mediatorii trebuie să își perfecționeze în mod continuu abilitățile prin programe de pregătire;
- mediatorii ar trebui să practice doar în domeniile unde au experiența și pregătirea necesară.

## Procesul de mediere

### Cand se poate ajunge la mediere?
Nu toate disputele duc automat la procesul de mediere. Factori ce țin de părțile implicate determină momentul în care se va ajunge la mediere. Dacă părțile implicate nu sunt pregătite pentru acest moment, medierea nu poate avea loc. Dacă medierea are loc fără acordul uneia dintre părțile implicate, procesul nu va fi recunoscut, pentru că una dintre legile de bază este că acesta să nu se desfășoare fără consimțământul tuturor. Un alt element important este ca toate părțile să aibă reprezentanță legală, pentru a fi un proces corect. 
Articolul 2 alin. 1 și 3 din Legea nr.192/2006: “Dacă legea nu prevede altfel, părțile, persoane fizice sau persoane juridice, pot recurge la mediere în mod voluntar, inclusiv după declanșarea unui proces în fața instanțelor competente, convenind să soluționeze pe această cale orice conflicte în materie civilă, comercială, de familie, în materie penală, precum și în alte materii, în condițiile prevăzute de prezenta lege.
Persoanele fizice sau persoanele juridice au dreptul de a-și soluționa disputele prin mediere atât în afară, cât și în cadrul procedurilor obligatorii de soluționare amiabilă a conflictelor prevăzute de lege.”

### Pregatirea pentru procesul de mediere
Persoanele implicate în mediere, denumite “părți implicate” pot urma câteva etape pentru pregătirea medierii, la fel ca și avocații lor, dacă există. Pregătirea implică redactarea unor declarații în care să se prezintă subiectul disputei, și care vor fi aduse în cadrul procesului.
În general, părțile care cunosc mediatorul înainte tind să ajungă la un consens mult mai repede și se arăta mult mai mulțumiți de mersul procesului.
O altă sarcină preliminară implică identificarea persoanelor care ar trebui să participe la mediere. În afara părților implicate, alți participanți importanți sunt avocați, contabili, soțul/soția sau traducători.
Convenția asupra unei întâlniri de mediere este la fel de importantă ca orice altă întâlnire. Ce locație ar fi cea mai bună? Au nevoi speciale unii dintre participanți? În ce zi și la ce oră ar fi cel mai bine? Ar trebui camera să aibă mese, scaune sau canapele? Oferă camera intimitatea corespunzătoare? Care va fi durata medie a întâlnirii? Acestea sunt doar câteva dintre întrebările care apar în cadrul medierii.
Articolul 43 alin. 1 din Legea nr.192/2006 prezintă cadrul de desfășurare al medierii: “Părțile aflate în conflict se prezintă împreună la mediator. În cazul în care se prezintă numai una dintre părti, mediatorul, la cererea acesteia, va adresa celeilalte părti invitația scrisă, în vederea acceptării medierii și încheierii contractului de mediere, stabilind un termen de cel mult 15 zile. Invitația se transmite prin orice mijloace care asigură confirmarea primirii textului.”
Articolele 50-59 din Legea nr. 192/2006 oferă o viziune asupra modului de desfășurare al procesului de mediere: “Medierea se bazează pe cooperarea părților și utilizarea, de către mediator, a unor metode și tehnici specifice, bazate pe comunicare și negociere. Metodele și tehnicile utilizate de către mediator trebuie să servească exclusiv intereselor legitime și obiectivelor urmărite de părțile aflate în conflict. Mediatorul nu poate impune părților o soluție cu privire la conflictul supus medierii.
Părțile aflate în conflict au dreptul să fie asistate de avocat sau de alte persoane, în condițiile stabilite de comun acord. În cursul medierii părțile pot fi reprezentate de alte persoane, care pot face acte de dispoziție, în condițiile legii.
Susținerile făcute pe parcursul medierii de către părțile aflate în conflict, de persoanele prevăzute la art. 52 și la art. 55 alin. (1), precum și de către mediator au caracter confidențial fată de terți și nu pot fi folosite ca probe în cadrul unei proceduri judiciare sau arbitrale, cu excepția cazului în care părțile convin altfel ori legea prevede contrariul. Mediatorul va atrage atenția persoanelor care participă la mediere în condițiile art. 52 asupra obligației de păstrare a confidențialității și le va putea solicita semnarea unui acord de confidențialitate.
Dacă, pe parcursul medierii, apare o situație de natură să afecteze scopul acesteia, neutralitatea sau imparțialitatea mediatorului, acesta este obligat să o aducă la cunoștință părților, care vor decide asupra menținerii sau denunțării contractului de mediere. Mediatorul are dreptul să se abțină și să închidă procedura de mediere, procedând potrivit dispozițiilor art. 56, care se aplică în mod corespunzător. În această situație mediatorul este obligat să restituie onorariul proporțional cu etapele de mediere neparcurse sau, după caz, să asigure continuarea procedurii de mediere, în condițiile stabilite prin contractul de mediere.
În cazul în care conflictul supus medierii prezintă aspecte dificile sau controversate de natură juridică ori din orice alt domeniu specializat, mediatorul, cu acordul părților, poate să solicite punctul de vedere al unui specialist din domeniul respectiv. Atunci când solicită punctul de vedere al unui specialist din afara biroului său, mediatorul va evidenția doar problemele controversate, fără a dezvălui identitatea părților.
Procedura de mediere se închide, după caz:
- prin încheierea unei înțelegeri între părti în urma soluționării conflictului;
- prin constatarea de către mediator a eșuării medierii;
- prin depunerea contractului de mediere de către una dintre părti.

În cazul în care părțile au încheiat numai o înțelegere parțială, precum și în cazurile prevăzute la alin. (1) lit. b) și c), orice parte se poate adresa instanței judecătorești sau arbitrale competențe.
La închiderea procedurii de mediere, în oricare dintre cazurile prevăzute la art. 56 alin. (1), mediatorul va întocmi un proces-verbal care se semnează de către părti, personal sau prin reprezentant, și de mediator. Părțile primesc câte un exemplar original al procesului-verbal.
Când părțile aflate în conflict au ajuns la o înțelegere, se redactează un acord care va cuprinde toate clauzele consimțite de acestea și care are valoarea unui înscris sub semnătură privată. Înțelegerea părților nu trebuie să cuprindă prevederi care aduc atingere legii și ordinii publice, dispozițiile art. 2 fiind aplicabile. Înțelegerea părților poate fi afectată, în condițiile legii, de termene și condiții.
Înțelegerea părților poate fi supusă verificării notarului public în vederea autentificării ori, după caz, încuviințării instanței de judecată, în condițiile prevăzute la art. 63.”

### Avantajele medierii
Implicarea într-un conflict de orice natură presupune un consum emoțional real și în cazul în care se apelează la modalitatea tradițională de rezolvare a acestuia, în instanța de judecată, de cele mai multe ori, eforturile financiare și de timp sunt argumente decisive fie pentru căutarea unei rezolvări pe cale judecătoarească (luând în calcul un rezultat favorabil nesigur), fie pentru renunțarea la proces din lipsa de resurse ceea ce amplifică consumul emoțional al celui care se simte nedreptățit.
Prin procesul de mediere, participanții pot consimți la soluțiile pe care problemele discutate le determină. Definirea naturii disputei poate adesea clarifica metoda cea mai eficientă pentru rezolvarea problemei.
Unul dintre scopurile principale ale procesului de mediere este definirea problemei, dezvoltarea opțiunilor și atingerea unor soluții acceptate de toate părțile implicate. Medierea poate funcționa nu doar ca rezolvare a unei dispute, dar și ca mod de prevenire a acesteia. Procesul de mediere poate fi utilizat și ca avantaj în negocierea contractelor, prin identificarea intereselor ambelor părți și promovarea unei comunicări eficiente între acestea.
Medierea, într-un cadru mai larg, poate însemna prevenirea conflictelor sau dezvoltarea mecanismelor de adresare a acestora, după cum apar.
Articolele 62 și 63 din Legea nr.192/2006 prezintă avantajele date de procesul de mediere: “ Pentru desfășurarea procedurii de mediere, judecarea cauzelor civile de către instanțele judecătorești sau arbitrale va fi suspendată la cererea părților, în condițiile prevăzute de art. 242 alin. 1 pct. 1 din Codul de procedură civilă. Cursul termenului perimării este suspendat pe durata desfășurării procedurii de mediere, dar nu mai mult de 3 luni de la data semnării contractului de mediere. Cererea de repunere pe rol este scutită de taxa judiciară de timbru.
În cazul în care conflictul a fost soluționat pe calea medierii, instanța va pronunța, la cererea părților, o hotărâre, potrivit dispozițiilor art. 271 din Codul de procedură civilă. Odată cu pronunțarea hotărârii, instanța va dispune, la cererea părții interesate, restituirea taxei judiciare de timbru plătite pentru învestirea acesteia.”

### Onorariul mediatorului
Articolul 45, partea finală din Legea nr.192/2006 reglementează astfel: “Dacă nu s-a convenit altfel, aceste sume vor fi suportate de către părti în mod egal.”

Conform art 26 din Legea 192/2006 privind medierea si organizarea profesiei de mediator (cu modificarile si completarile ulterioare :
1. Mediatorul are dreptul la plata unui onorariu stabilit prin negociere cu partile, precum si la restituirea cheltuielilor ocazionate de mediere.
2.Onorariul trebuie sa fie rezonabil si sa tina cont de natura si obiectul conflictului.

### Aspecte ale procesului de mediere
Medierea ca proces implică o terță persoană (imparțială) care să asiste două sau mai multe persoane (părțile direct interesate) pentru găsirea unor soluții convenabile de rezolvarea a problemelor.
Oamenii utilizează medierea la nivele diferite și în multiple contexte: de la dispute minore la discuții despre pace în mod global.
Unele dintre cazurile care ajung la mediatori sunt:
a)	familie:
- contracte prenupțiale;
- dezbateri privind finanțele sau bugetul;
- separarea;
- divorțul;
- custodia copiilor;
- afacerea familiei;
- dispute dintre părinți și copiii adulți;
- probleme comportamentale;
- dispute imobiliare.

b)	la locul de muncă:
- discriminare;
- hărțuire;
- administrarea muncii;
- plângeri și prejudicii.

c)	dispute publice:
- de mediu;
- de utilizare a pământului.

d)	alte dispute:
- ale asociației de locatari;
- contracte de orice natură;
- prejudicii personale;
- parteneriate;
- organizații non-profit;
- prevenirea violenței;
- medierea victimelor;
- conflicte școlare.

Datorită caracterului particular al acestei activități, fiecare mediator utilizează metode personale (legea nu impune anumite metode) care ar putea să ajute la rezolvarea problemelor expuse.
Medierea implică mai multe stagii sau aspecte:
- controversa, disputa sau diferența de opinii dintre două persoane sau nevoia de rezolvare a unei probleme;
- luarea deciziei cu ambele părți de comun acord decât impunerea de către o terță persoană a soluției;
- dorința părților implicate de a negocia rezolvarea problemei și acceptarea unor discuții despre interesele și obiectivele urmărite;
- intenția de a obține o poziție pozitivă cu ajutorul unei terțe persoane, independentă și neutră.

### Renuntarea la procesul de mediere
Articolul 60 din Legea nr.192/2006 menționează: „În orice fază a procedurii de mediere, oricare dintre părțile aflate în conflict are dreptul de a denunța contractul de mediere, încunoștințând, în scris, cealaltă parte și mediatorul. Mediatorul ia act de denunțarea unilaterală a contractului de mediere și, în cel mult 48 de ore de la data primirii încunoștințării, întocmește un proces-verbal de închidere a procedurii de mediere. Dacă una dintre părțile aflate în conflict nu se mai prezintă la mediere, fără a denunța contractul de mediere în condițiile alin. (1), mediatorul este obligat să facă toate demersurile necesare pentru a stabili intenția reală a părții respective și, după caz, va continua sau va închide procedura de mediere.”

## Medierea ca metodă de rezolvare a disputelor
În domeniul rezolvării legale a controverselor, medierea oferă metode informale de soluționare a problemelor, unde o terță persoană, mediatorul, încearcă să ajute părțile sa ajungă la o înțelegere. Deși medierea nu are standarde legale, părțile se pot angaja în scris ca vor respecta înțelegerile efectuate.
Medierea diferă de celelalte metode de rezolvare a conflictelor prin simplitatea și claritatea cu care este realizată. Este de preferat să se ajungă la un consens între persoanele implicate și sa nu se ajungă la impunerea unei soluții de către un judecător, care nu poate cunoaște problemele în profunzimea lor. Medierea iți oferă posibilitatea de a rezolva împreună cu toate părțile implicate problemele apărute și de a preveni apariția altora.

## Avantajele medierii în cazurile de divorț cu minori
Pentru mai multe detalii vezi Manualul de acordare a custodiei editat de ARPCC[nefuncțională]

Există nenumărate site-uri care explică beneficiile medierii din punct de vedere financiar sau din punctul de vedere al efortului celor două părți implicate. Vom încerca să detailăm aici efectele psihologice ale medierii asupra copiilor și asupra legăturilor acestora cu părintele căruia nu i s-a încredințat custodia. 
- De facto, medierea și programul de vizitare mai larg pe care aceasta îl implică, implementează principiile custodiei comune deoarece prin mediere părțile aflate în conflict cu privire la cine să se ocupe de creșterea și îngrijirea copiilor după divorț se îndepărtează de poziția beligerantă și vin spre conlucrare.
- În fapt părțile ajung să își negocieze, un nou "contract" pentru colaborarea în viitor, cel puțin până când copiii ajung la vârsta majoratului. Astfel părțile ajung, atunci când medierea se desfășoară cu succes să clarifice un plan de îngrijire (numit plan parental) în care ambii părinți se implică pe o bază regulată.

Cele mai importante efecte pentru copii sunt:
- Medierea permite părinților nerezidenți să își vadă copiii mult mai des (fiind stimulați și de atitudinea părintelui rezident)
- Contactele telefonice dintre părintele nerezident și copil sunt mai frecvente
- Părinții nerezidenți sunt mai implicați în aspectele care țin de disciplina copiilor, îngrijirea personală, pregătirea morală, în participarea la petrecerile și evenimentele școlare importante, în activitățile de recreere

## Efectele medierii în procesul penal
Împăcarea și semnarea acordului de mediere sunt cauze care duc la încetarea procesului penal. Procedură penală, acțiunea penală nu poate fi pusă în mișcare, iar în cazul în care a fost pusă în mișcare nu mai poate fi exercitată, dacă a intervenit împăcarea ori a fost încheiat un acord de mediere în condițiile legii. Acordul de mediere se depune împreună cu procesul verbal de finalizare a medierii la dosarul cauzei, urmând ca instanța de judecată și procurorul să ia act de acesta, pronunțând apoi încetarea procesului.
Din perspectiva părții vătămate, medierea ajută la recuperarea pagubei materiale suferite, precum și obținerea compensațiilor  materiale pentru daune morale provocate.

## Medierea în lume

### Medierea în Europa
Până în prezent, un număr tot mai mare de țări europene au adoptat legi privind medierea între infractor și victimă. Acest cadru legal poate, în unele cazuri, să se aplice la conferințe. Înainte de a prezenta imaginea generală, trebuie remarcat faptul că termenul mediere nu este întotdeauna folosit în legi. În unele țări, medierea este menționată indirect în legi, de exemplu, se referă la posibilitatea reparării, reconcilierii sau acceptării responsabilități victimei. În plus, în cazurile în care medierea este menționată direct în legi, ea este descrisă în termeni generali. De asemenea, se presupune că garanțiile juridice nu sunt cuprinse într-o lege formală, ci, dacă există, în reglementări sau precedente secundare. Mai mult, o lege formală nu conține adesea informații despre poziția și organizarea serviciilor de mediere sau despre statutul mediatorilor. În general, în Europa există trei tipuri de reglementări juridice ale medierii.
- În primul rând, medierea este consacrată în legile privind justiția juvenilă. Există, de asemenea, în Catalonia (Spania), Anglia și Țara Galilor, Finlanda, Germania, Irlanda și Polonia. În acest caz, medierea este inițiată de un procuror sau de un judecător (sau, ca în Anglia și Țara Galilor, de poliție sau de serviciul de probațiune) și acționează ca una dintre formele alternative de influență în cauzele penale.
- În al doilea rând, medierea în ceea ce privește infractorii adulți poate fi reglementată de prevederile codurilor de procedură penală (Austria, Belgia, Finlanda, Franța, Germania, Polonia, Slovenia) și / sau prin prevederi separate în codurile penale (Finlanda, Germania, Polonia). În Austria și Franța, Codul de procedură penală stabilește, de asemenea, medierea pentru minori (rambursare în Franța). Cel mai frecvent este sistemul atunci când medierea este inițiată de un procuror care, în conformitate cu autoritatea sa, poate decide să transfere cauza la mediere și să organizeze executarea ulterioară imediat ce procesul de mediere este încheiat. De regulă, aceasta este o eliberare condiționată. În Elveția, codul penal prevede posibilitatea medierii în etapa post-pedepsire, în special în timpul executării unei pedepse în închisoare, și există, de asemenea, o lege federală pentru a ajuta victimele infracțiunilor.
- În al treilea rând, medierea poate fi reglementată de o lege a medierii autonome, care stabilește în detaliu organizarea și procesul de mediere. O lege similară a existat în Norvegia începând cu 1991 (Legea privind comitetele de mediere municipală, se aplică atît minorilor, cît și adulților și acoperă infracțiunile penale și civile). În 2002, în Suedia a fost adoptată o lege privind medierea, care trebuie de asemenea implementată în cooperare cu serviciile municipale. Legea privind serviciile de probațiune și medierea din Republica Cehă (2001), care stabilește baza pentru activitatea serviciilor de probațiune și de mediere în întreaga țară, se încadrează de asemenea în această categorie.

În ceea ce privește necesitatea unei legislații, ar trebui menționată Decizia-cadru a Consiliului Uniunii Europene din 15 martie 2001 privind situația infractorilor în procedurile penale. Această hotărâre definește medierea în materie penală drept "căutarea, înainte sau în timpul procesului penal, a unei soluții prin negocieri între victimă și infractor, cu medierea unei persoane competente" (articolul 1). Articolul 10 stabilește că fiecare stat membru al Uniunii Europene: "ar trebui să încerce să promoveze medierea în cauze penale privind infracțiunile pe care le consideră adecvate pentru astfel de măsuri" (și) ar trebui să asigure că acordul dintre victimă și infractor în timpul medierii cazuri penale. "
În conformitate cu principiul prezumției de nevinovăție (articolul 6 alineatul (2) din Convenția Europeană a Drepturilor Omului), decizia privind condamnarea poate fi luată de autoritățile judiciare penale doar printr-un proces de drept. Cum este acest principiu consecvent cu medierea, care implică admiterea faptelor, dar ceea ce se întâmplă de obicei în faza de dinainte de judecată, înainte de a se stabili vinovăția? De fapt, medierea nu are sens dacă nu sunt cunoscute faptele de bază ale cazului. Prin urmare, transferul de cazuri către mediere ar trebui să se bazeze pe cerința că presupusul infractor recunoaște un anumit grad de responsabilitate pentru acest act. În conformitate cu punctul 14 din recomandare: „Faptele de bază ale cazului ar trebui, de obicei, recunoscute de ambele părți ca bază a medierii. Participarea la mediere nu ar trebui să fie folosită ca dovadă sau recunoaștere a vinovăției într-un proces juridic ulterior.” Astfel, presupusul infractor nu trebuie să recunoască vina în sensul legal al termenului. În plus, participarea la mediere nu ar trebui să fie folosită împotriva acuzatului, dacă cazul după mediere este transferat înapoi autorităților de justiție penală. Cele de mai sus demonstrează evident faptul că folosirea medierii și a justiției restaurative în general nu se bazează pe conceptul juridic al recunoașterii vinovăției, ci pe un concept mai larg, moral. În prezent se caută o definiție mai flexibilă și mai deschisă, una care nu ar fi suficientă pentru a stabili răspunderea penală.